# Reineta Caravia
Reineta Caravia es el nombre de una variedad cultivar de manzano (Malus domestica). Esta manzana está cultivada en diversos viveros entre ellos algunos dedicados a conservación de árboles frutales en peligro de desaparición. Esta manzana es originaria del Principado de Asturias (Concejos de Las Caravias), donde tuvo su mejor época de cultivo comercial en la década de 1960, y actualmente en menor medida aún se encuentra.

## Sinónimos
- "Manzana Reineta Caravia",[5][7][8]
- "Raneta Caravia".

## Historia
Asturias presenta unas condiciones de clima y de suelos excelentes para el cultivo del manzano. De hecho, hasta mediados del siglo XX Asturias era la mayor productora de manzana de toda la península ibérica. Sin embargo, esa situación cambió como consecuencia de la aparición de nuevas zonas de cultivo en el nordeste peninsular y, sobre todo, a que en Asturias no se concretaron canales de comercialización adecuados.
'Reineta Caravia' es una variedad del Principado de Asturias. El cultivo del manzano en Asturias en superficies importantes se remonta a principios del siglo XX. Las plantaciones originales se realizaron con variedades indígenas ('Amandi', 'Carapanón', 'Chata Blanca', 'Reineta Caravia', 'Reineta Encarnada de Asturias' y otras), posteriormente se dio paso a otras variedades extranjeras como la 'Reineta de Canadá' que es la más cultivada actualmente en 2020.
'Reineta Caravia' está considerada incluida en las variedades locales autóctonas muy antiguas, cuyo cultivo se centraba en comarcas muy definidas. Se caracterizaban por su buena adaptación a sus ecosistemas y podrían tener interés genético en virtud de su adaptación. Se encontraban diseminadas por todas las regiones fruteras españolas, aunque eran especialmente frecuentes en la España húmeda. Estas se podían clasificar en dos subgrupos: de mesa y de sidra (aunque algunas tenían aptitud mixta).
'Reineta Caravia' es una variedad clasificada como de mesa, difundido su cultivo en el pasado por los viveros comerciales y cuyo cultivo en la actualidad se ha reducido a huertos familiares y jardines privados.

## Características
El manzano de la variedad 'Reineta Caravia' tiene un vigor Medio; florece a inicios de mayo; tubo del cáliz mediano, cónico y alguno en embudo con tubo cortito y estrecho, y con los estambres situados por encima de la media.
La variedad de manzana 'Reineta Caravia' tiene un fruto de tamaño medianamente grande; forma esfero-cónica, con frecuencia acostillada, aunque poco marcada desde su cima hasta la mitad, y con contorno irregularmente esférico, rebajado de un lado; piel mate; con color de fondo verde-amarillo, siendo el color del sobre color rosa, importancia del sobre color medio, siendo su reparto en chapa, con pequeña chapa en la insolación de rosa ciclamen, acusa punteado aislado, ruginoso, visible, también se perciben muy levemente del color del fondo, y una sensibilidad al "russeting" (pardeamiento áspero superficial que presentan algunas variedades) muy débil; pedúnculo corto, casi siempre hendido, anchura de la cavidad peduncular es medianamente amplia, profundidad de la cavidad pedúncular de profundidad media, bordes levemente ondulados y aplanados al mismo tiempo, fondo con chapa ruginosa sobrepasando los bordes en varios frutos, e importancia del "russeting" en cavidad peduncular media; anchura de la cavidad calicina estrecha, desde poco profunda a casi superficial, rebajada de un lado, profundidad de la cav. calicina media, y de bordes mamelonados más o menos acusados, importancia del "russeting" en cavidad calicina débil; ojo pequeño, cerrado; sépalos verdosos, medianamente largos y de punta aguda, entrecruzados o vueltos hacia fuera.
Carne de color blanco-crema-amarillenta; textura crujiente, levemente harinosa; sabor característico de la variedad, acidulado, suavemente aromática y agradable; corazón irregularmente bulbiforme. Eje cerrado o levemente abierto. Celdas semi-arriñonadas. Semillas de tamaño pequeñas y cortas, de ápice agudo o truncado.
La manzana 'Reineta Caravia' tiene una época de maduración y recolección tardía en el otoño-invierno, se recolecta desde mediados de octubre hasta mediados de noviembre, madura durante el invierno aguanta varios meses más. Tiene uso mixto pues se usa como manzana de mesa fresca, y también como manzana para elaboración de sidra.